# Аюсо, Омар
Омар Аюсо (род. 26 марта 1998, Мадрид, Испания) – испанский актёр, известен по роли Омара Шанаа в телесериале Netflix Элита (2018–2022).

## Биография
Омар Аюсо родился в Мадриде и вырос в районе Мансанарес-эль-Реаль. Будучи ребенком, после просмотра фильма Дурное воспитание, решил стать актёром. Омар изучал аудиовизуальные коммуникации в Мадридском университете им. Карлоса III.

## Карьера
В 2018 году Аюсо по результатам кастинга присоединился к телевизионному сериалу Элита, в котором сыграл гея-мусульманина Омара Шанаа (сначала скрытого, потом совершившего каминг-аут). Готовясь к роли, Аюсо два месяца работал с режиссером Рамоном Саласаром, чтобы лучше проникнуться к роли своего персонажа.
В 2019 году Аюсо снялся в трех короткометражных фильмах, в том числе «Maras de Salvador Calvo» и «Ráfagas de vida salvaje» Хорхе Кантоса и «Disseminare» Джулса Бирдона.
В январе 2020 года Аюсо снялся в видеоклипе испанской певицы Розалии «Juro Que».
Аюсо также играет персонажа по имени Давид в фильме «8 Años», гей-драме, в которой он размышляет о восьмилетних отношениях.

## Личная жизнь
Омар Аюсо —  , с марта 2020 года состоит в отношениях с артистом Алонсо Диасом.